# Per Westergård
|  | Ikke at forveksle med Per Westergaard. |
Per Westergård Jensen (født 5. juli 1952 i Viborg) er en dansk journalist og chefredaktør for Fyens Stiftstidende.
Per Westergård blev student i 1971 fra Næstved Gymnasium og blev uddannet journalist fra Danmarks Journalisthøjskole og Helsingør Dagblad i 1981. Han har arbejdet som redaktionssekretær på KL's nyhedsmagasin Danske Kommuner 1984-1985 og som redaktionschef på Børsens Nyhedsmagasin (nu Berlingske Nyhedsmagasin) 1985-1995. Derefter blev han ansat ved den Den Journalistiske Efteruddannelse som kursusleder 1992-1997. I 1995 blev han ansat som redaktionschef ved Politiken, men blev headhuntet til en stilling som chefredaktør på Ingeniøren i 1997. Fra 2000 fungerede han også som administrerende direktør samme sted. I 2005 blev han chefredaktør på Århus Stiftstidende og var fra 2007 chefredaktør for Midtjyske Medier. I oktober 2007 blev det offentliggjort, at han fra februar 2008 skulle være chefredaktør på Fyens Stiftstidende.